# Gonzalo Mosquera
Gonzalo María Manuel José Mosquera y Arias-Conde (Pontevedra, 10 de enero de 1775 - La Coruña, 4 de noviembre de 1836), señor de Bentraces, fue un poderoso hacendado y aristócrata español de marcadas ideas liberales.

## Trayectoria
Bautizado en la parroquia de Santa María la Mayor en Pontevedra el 11 de enero de 1775, hijo de Manuel José Ignacio Mosquera y Aranda o Suárez-Mosquera y Aranda y de su esposa Josefa Constanza Ventura Juana Rita Arias-Conde y Mendoza.
Fue señor jurisdiccional de Bentraces, en Barbadanes, Orense, caballero de la Real Maestranza de Caballería de Valencia, admitido el 8 de abril de 1806 y de que tomó posesión el 17 de mayo de 1806, y caballero de la Orden de Santiago.
Comenzó su carrera militar en la Real Armada, ingresando como guardiamarina en la Real Compañía de Guardiasmarinas de El Ferrol en 13 de diciembre de 1793, habendo ascendido a alférez de fragata, logo retirado.
Fue nombrado vocal presidente de la Junta Suprema de Censura de La Coruña en 1813, durante el periodo constitucional. Fue brevemente regidor del ayuntamiento de La Coruña en 1814, pero envió un oficio al jefe político de la provincia de La Coruña y a las Cortes de Cádiz expresando su intención de recusar el cargo por presumir su incompatibilidad con el cargo de vocal de la Junta Suprema de Censura, y coronel de las milicias montadas honradas de La Coruña. .
Liberal convencido, mantuvo una importante actividad política durante la Guerra de la Independencia Española. Durante ese período, recibió una comisión de la Junta Suprema del Reino de Galicia para recibir varias remesas de caudales nel Reino Unido de Gran Bretaña e Irlanda en los años de 1808 y 1809, concedidas por el rey Jorge III del Reino Unido, por cuyos préstamos concedidos fueron dados como garantía todos los Estados de la Monarquía, su Patrimonio Real y Rentas, con la asignación, por hipoteca especial, de sus rentas del tabaco y de la sal. Sus casas en La Coruña, sitas en la Ciudad Vieja y en la calle Tabernas, 22, fueron frecuentadas por varias personalidades liberales, razón por la cual en 1814 fue detenido en la Isla de San Antón y sentenciado a inhabilitación para ejercer cargos públicos durante seis años y a la imposición de una multa de 600 ducados.
Fue el inmediato sucesor entre el fallecimiento de su sobrino Luis Mosquera y Novales, VI marqués de Aranda y VI marqués de Guimarey, el 20 de febrero de 1819 y el nacimiento de la primera hija de su sobrina María Josefa Mosquera y Novales, VII marquesa de Aranda y VII marquesa de Guimarey, el 24 de enero de 1829 de los títulos de marqués de Aranda y marqués de Guimarey, de cuyos hermanos fue tutor durante su menor edad desde el fallecimiento de sus padres y concertó el matrimonio de su sobrina con Juan Ozores y Valderrama. .
Falleció en la parroquia de Santiago y recibió sepultura el 5 de noviembre de 1836 en el cementerio general de La Coruña.

## Familia
Se casó en Betanzos, Santiago, el 24 de noviembre de 1800 con María Joaquina de Ribera y Pardo-Osorio (Santa Eulalia de Cañás, Pazo de Cañás, 3 de octubre de 1778 - La Coruña, Santiago, 4 de junio de 1849), hija mayor y, a falta de descendiente varón, legítima heredera de los bienes vinculares de familia, señora de las Casas de Cañás, Ardabón y Baldomir, que testó ante Agustín Rey Bermúdez España y fue sepultada en el cementerio general de La Coruña nel día de su muerte, hija de Diego de Ribera y Pardo de Andrade y de su esposa Teresa Pardo-Osorio y Lema, y residieron en una casa sita en la Ciudad Vieja y desde 1816 en la calle Tabernas, 22, ambas en La Coruña. Tuvieron tres hijas:
- María del Carmen Luisa Teresa Mosquera y Ribera (Betanzos, Santiago, 26 de agosto de 1801 - ?), señora de Bentraces, casada por poder otorgado por el contrayente a su futuro cuñado Miguel Pardo-Bazán en Madrid el 30 de octubre de 1823 en La Coruña, Santiago, el 3 de diciembre de 1823 con Nicolás de Múzquiz y Martín de Chaves (Madrid, 11 de diciembre de 1802 - Agoncillo, 29 de marzo de 1868),[6] futuro II conde de Torre Múzquiz, caballero de la Real Maestranza de Caballería de Ronda en 1831, hijo de Luis Antonio de Múzquiz y Aldunate, I conde de Torre Múzquiz, y de su esposa María Josefa Martín de Chaves y Reyes, y sobrino del arzobispo de Santiago de Compostela Rafael de Múzquiz y Aldunate, con descendencia[2][1]
- María del Carmen Josefa Vicenta Juliana Mosquera y Ribera (La Coruña, Santiago, 16 de febrero de 1803 - La Coruña, Santiago, 23 de abril de 1863), señora del Pazo de Baldomir, fallecida bajo testamento mancomunado con su marido de 20 de agosto de 1860 y enterrada el 25 de abril de 1853 en el cementerio general de La Coruña, casada en la parroquia de Santiago de La Coruña el 9 de septiembre de 1817,[7] cuando solo tenía catorce años y su futuro marido diecisiete, con José María Bermúdez de Castro y Pardo, futuro alcalde de La Coruña, gobernador civil y dos veces diputado en Cortes, con descendencia.[2][1][5] .
- Joaquina María de los Dolores Micaela Gregoria Mosquera y Ribera (La Coruña, Santa María, 24 de abril de 1805 - Betanzos, Santiago, 4 de mayo de 1848), bautizada en la iglesia colegiata de Santa María do Campo, La Coruña, el 25 de abril de 1805, asesinada tras degollarla con una navaja barbera su segundo marido a las dos y media de la tarde, bajo testamento otorgado en La Coruña el 10 de noviembre de 1843 y posterior codicilo de 24 de octubre de 1846 ambos ante Ramón Fernández, sepultada el 7 de mayo de 1848 en el cementerio general de Betanzos, casada primera vez en La Coruña, en la parroquia de Santiago, el 13 de diciembre de 1821, velándose posteriormente en la capilla de Nuestra Señora del Socorro del pazo de Baldomir el 11 de septiembre de 1824, con Miguel Pardo Bazán (Pazo de Santa Mariña Dozo, Cambados, 5 de agosto de 1784 - 7 de enero de 1839), con descendencia extinta, y casada segunda vez en Caldas de Reyes, Caldas de Reyes, el 7 de octubre de 1847 con Juan Antonio José Rey Perfume (Caldas de Reyes, Caldas de Reyes, 18 de febrero de 1815 - Betanzos, Santiago, 4 de mayo de 1848), capitán de artillería retirado, murto después de pegarse un tiro tras haber asesinado a su mujer a las diez de la noche, sepultado a pesar de la oposición del párroco de Santiago de Betanzos en el cementerio general de Betanzos el 7 de mayo de 1848, hijo de José Rey Carús y de su esposa Rosalía Perfume Salgado, ambos de Caldas de Reyes, con descendencia feminina[2][1]